# Bat Chain Puller
Bat Chain Puller är det trettonde studioalbumet till Captain Beefheart. Albumet spelades in 1976 av DiscReet Records och man planerade att lansera albumet som Captain Beefhearts tionde album tillsammans med Virgin Records. Albumet kom dock aldrig ut då producenten Herb Cohen använt pengar som tillhört Frank Zappa för att bekosta inspelningen och produktionen. Zappa vägrade då att lämna ifrån sig inspelningarna om han inte kompenserades, och följden blev att Bat Chain Puller inte lanserades för allmänheten förrän år 2012.

## Låtlista
1. "Bat Chain Puller" – 5:07
2. "Seam Crooked Sam" – 3:09
3. "Harry Irene" – 3:25
4. "81 Poop Hatch" – 2:35
5. "Flavor Bud Living" – 1:49
6. "Brick Bats" – 4:27
7. "Floppy Boot Stomp" – 3:57
8. "Chariot (Ah Carrot Is As Close As Ah Rabbit Gets To Ah Diamond)" – 1:37
9. "Owed T' Alex" – 3:19
10. "Odd Jobs" – 5:14
11. "Human Totem Pole (The 1000th And 10th Day Of The Human Totem Pole)" – 5:49
12. "Apes-Ma" – 0:44

Bonusspår
1. "Bat Chain Puller" (alternativ mix) – 5:05
2. "Candle Mambo" – 3:25
3. "Hobo-Ism" – 8:18

(Alla låtar skrivna av Captain Beefheart d.v.s. Don Van Vliet utan spår 9 Herb Bermann / Don Van Vliet och spår 15 Don Van Vliet / Denny Walley)
Albumet innehåller originalinspelningar till albumen Shiny Beast (Bat Chain Puller) (spår 1/13, 3, 7, 9, 12 & 14), Doc at the Radar Station (spår 5, 6 & 8) och Ice Cream for Crow (spår 4 & 11).

## Medverkande
- Captain Beefheart (Don Van Vliet) – sång, gitarr, munspel, sopransaxofon, percussion
- John "Drumbo" French – trummor, percussion, gitarr
- Denny "Feelers Rebo" Walley – gitarr, dragspel
- Jeff Moris Tepper – gitarr
- John Thomas – piano, keyboard